# Веддаска
Веддаска (итал. Veddasca) — коммуна в Италии, располагается в провинции Варесе области Ломбардия.
Население составляет 346 человек (2008 г.), плотность населения составляет 22 чел./км². Занимает площадь 16 км². Почтовый индекс — 21010. Телефонный код — 0332.
Покровителем населённого пункта считается святой.

## Демография
Динамика населения:

## Администрация коммуны
- Официальный сайт: